# Сандес, Агустин
Гонсало Агустин Сандес (исп. Gonzalo Agustín Sández; род. 16 января 2001, Ланус, Буэнос-Айрес) — аргентинский футболист, защитник клуба «Росарио Сентраль».

## Клубная карьера
Сандес — воспитанник клуба «Бока Хуниорс». 22 апреля 2021 года в поединке Кубка Либертадорес против боливийского «Стронгест» Агустин дебютировал за основной состав. 8 мая в матче против «Патронато» он дебютировал в аргентинской Примере. 6 июня 2022 года в поединке против «Арсенала» из Саранди Агустин забил свой первый гол за «Бока Хуниорс». В том же году он помог клубу выиграть чемпионат.

## Достижения
Клубные
 «Бока Хуниорс»
- Победитель аргентинской Примере — 2022